# Nynäshamn (gemeente)
Nynäshamn is een Zweedse gemeente in Södermanland.
De gemeente behoort tot de provincie Stockholms län. Ze heeft een totale oppervlakte van 1306,4 km² en telde 24.670 inwoners in 2004.

## Plaatsen in de gemeente Nynäshamn met inwoneraantal (2005)
- Nynäshamn (stad) 13079
- Ösmo 3606
- Sorunda 1352
- Stora Vika 585
- Grödby 386
- Landfjärden 246
- Segersäng 192
- Lidatorp 182
- Svärdsö 152
- Oxnö 137
- Norsbol 111
- Rogendal en Högelund 111
- Sandvik (Södermanland) 96
- Norr Valsta 94
- Ristomta 88
- Svalsta 87
- Ekeby (Södermanland) 85
- Stora Sundby 80
- Lundby (Södermanland) 73
- Fagersta (Södermanland) 72
- Ogesta 67
- Storbygården 65
- Grimsta 63
- Norrudden 63
- Rydsberg 62
- Österby en Söderby kvarn 61
- Gabrielstorp 60